# Santa Margherita di Belice
Santa Margherita di Belice är en ort och kommun i kommunala konsortiet Agrigento, innan 2015 provinsen Agrigento, i regionen Sicilien i sydvästra Italien. Kommunen hade 6 338 invånare (2017).